# Paul Hawkins

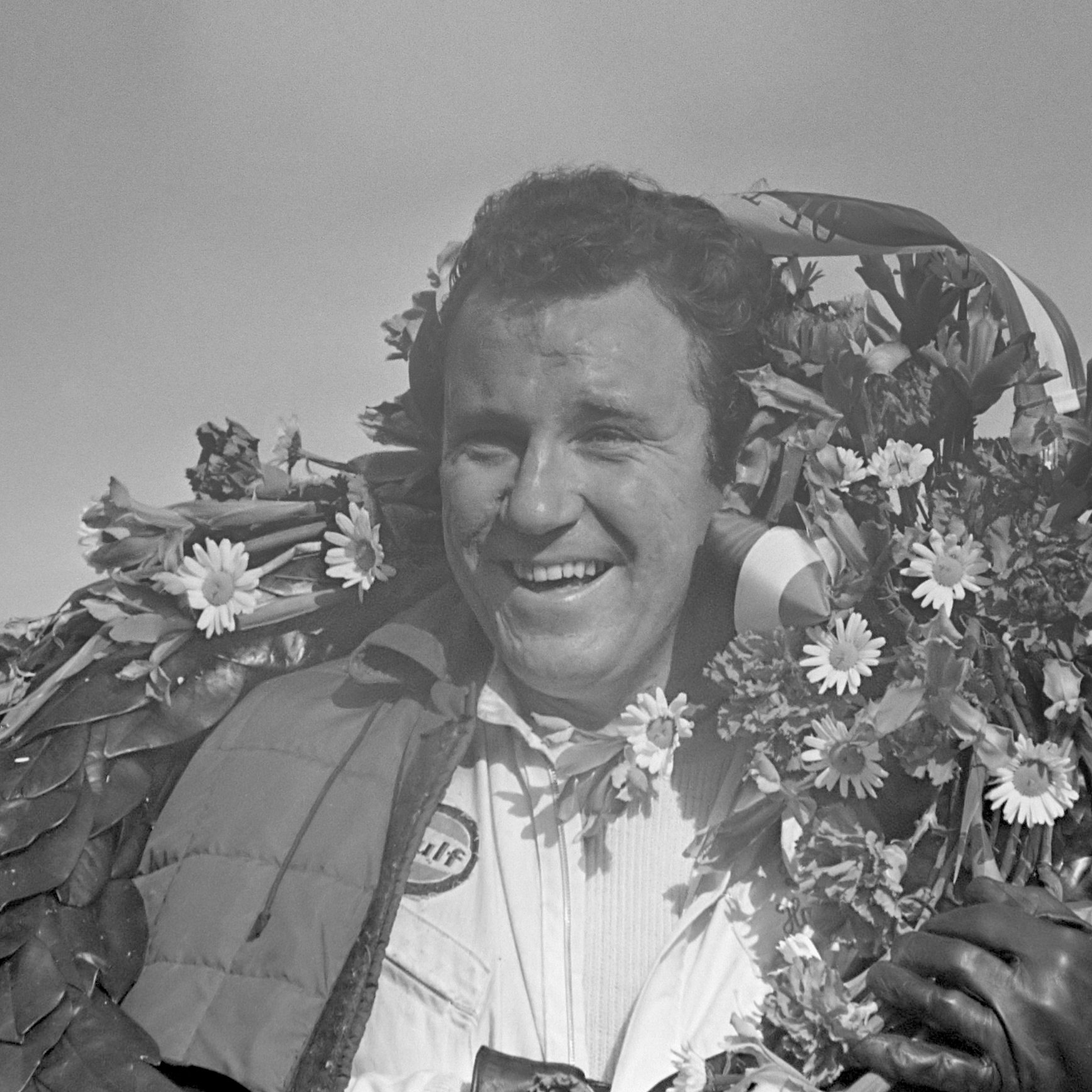
Paul Hawkins

Paul Hawkins (Melbourne, 12 oktober 1937 – Oulton Park, Engeland, 26 mei 1969) was een Australisch Formule 1-coureur. Hij reed in 1965 drie Grands Prix voor het team Brabham. Hij overleed in 1969 nadat zijn Lola T70GT verongelukte en in brand vloog gedurende de Tourist Trophy-race op Oulton Park.